# Le Theil-en-Auge
Le Theil-en-Auge är en kommun i departementet Calvados i regionen Normandie i norra Frankrike. Kommunen ligger i kantonen Honfleur som ligger i arrondissementet Lisieux. År 2022 hade Le Theil-en-Auge 197 invånare.

## Befolkningsutveckling
Antalet invånare i kommunen Le Theil-en-Auge
Referens:INSEE